# 辛志平
辛志平（1912年11月6日—1985年6月25日），出身廣東羅定，是一位教育工作者，以其擔任新竹中學校長時之治學事蹟聞名。

## 生平
1934年7月，他畢業於廣東省國立中山大學教育學系。同年應聘於廣西省防城縣立鄉村師範，擔任教育及文史課程教員。
1936-1940年回母校中山大學擔任教職，於教育系擔任助教，授實驗心理學，1938年因對日抗戰，隨中山大學遷校至雲南省昆明市，1940年六月辭中山大學教職。
1940年元旦於昆明與蔣仲箎女士結婚，當年十二月長公子辛三立出生。
1941-1943年 投身於中學教育工作。曾任黔江中學訓導主任，教授地理課程。重慶市私立載英中學教務主任，教授史地課程。魯蘇皖豫邊區學院講師，教授教育原理課程。
1944-1945年 參與對日抗戰。曾任第一戰區副長官部軍簡三階秘書，黔桂湘邊區總司令部簡三階秘書，擔任機要，任第三方面軍司令部簡三階秘書，擔任機要，並於1945年八月日本投降，奉命赴上海接收，當年十月二十二日退伍。
1945年，他在臺灣省行政長官公署派令下前往接掌原新竹州立新竹中學校，並於十二月將校名改為「臺灣省立新竹中學」（簡稱「新竹中學」）。
1946年五月遣返日籍學生與教師，八月招考新生，改為初中三年，高中三年學制。
1947年十月長女竹青出生。
1949年一月次女竹英出生，當年八月，他參加臺灣省中等學校校長講習會，被列為優等並獲函獎。
1954年十二月與地方仕紳創立新竹扶輪社，以WINDY 為社員名。
1955年九月因推行教育改革方案成績優良，獲教育廳獎狀。
1956年八月因政府實施「省辦高中，縣辦初中」的政策，竹中開始停招初中新生。
1957年六月台灣省公私立高中學生畢業會考，竹中榮獲全省第一名。
1961年九月至十二月奉派赴美考察美國中等教育。
1967年，他受蔣中正總統頒予五十六年度績優獎章，並獲機關保舉最優人員榮譽；6月，因學校歷年參加全省音樂比賽成績均名列前茅，推行音樂教育努力，又獲省政府記功；9月，因學校參加第七屆全國中小學科學展覽入選作品，獲教育廳嘉獎。
1968年3月，他奉派參加戰地政務研究會並兼國中校長儲備講習會輔導員，著有勞績，獲省政府記功一次；12月，因係機關保舉績優人員，受總統蔣中正召見。1969年12月，他以五十七學年度辦學努力成績優良獲教育廳記功。
1971年三月赴日出席手球聯盟籌備會，並參觀日本九年義務教育。9月，他獲選特殊優良教師，再度受總統蔣中正於教師節召見宴請。
1975年2月1日，他屆齡退休，卸下新竹中學校長職務，並謝絕一切惜別活動，僅同意設置獎學金以勵後進。
1977年11月30日，辛志平校長夫人蔣仲箎女士逝世。

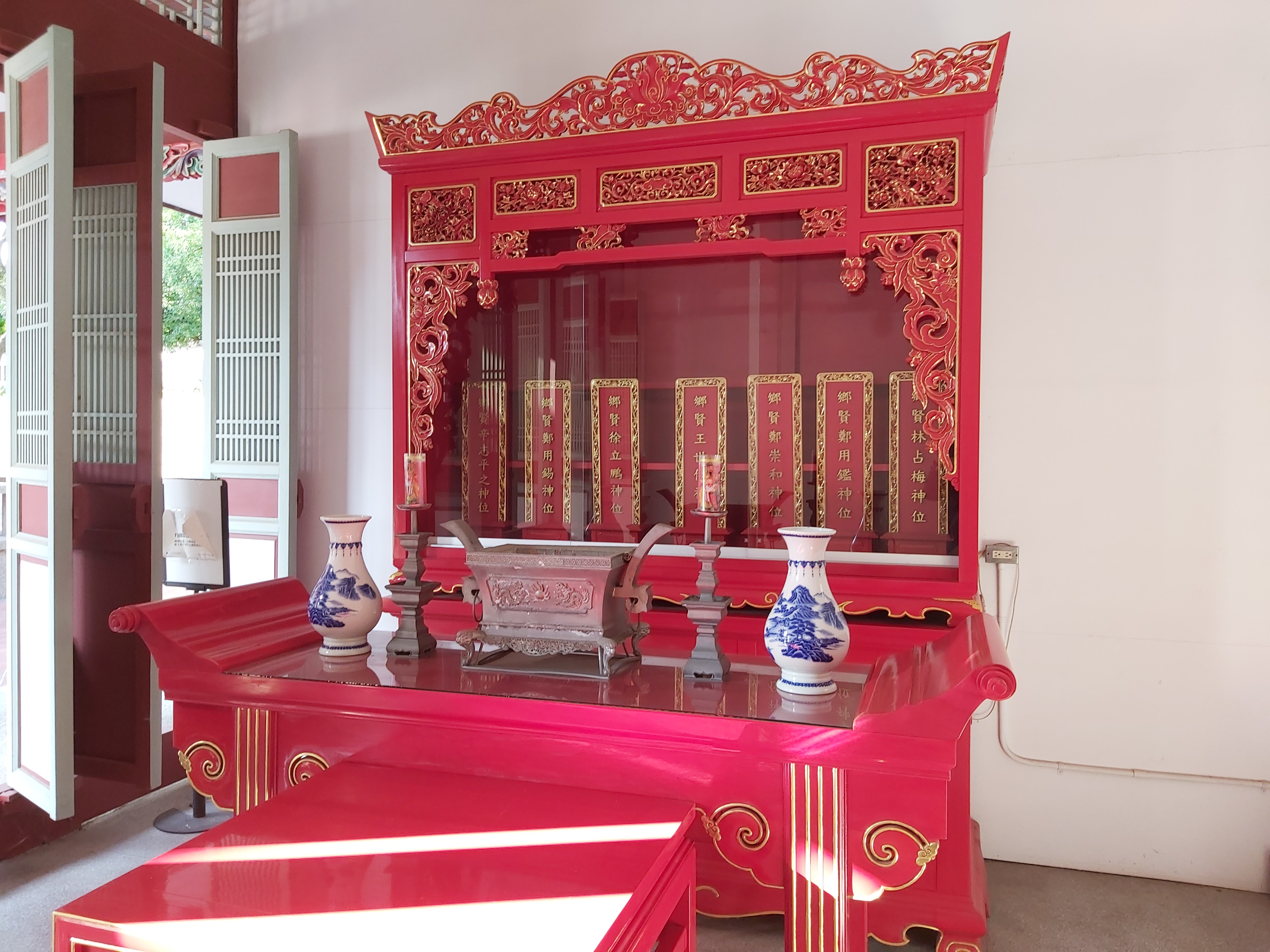
2012年12月30日，辛志平入祀新竹市孔廟鄉賢祠，圖中龕位左側第一位即「鄉賢辛志平之神位」。

1985年6月21日晚，因急性心肌梗塞發病，他被送入臺大醫院加護病房急救；6月25日上午10時8分逝世，享壽73歲；10月14日，親友為他於臺北舉行告別式，前往公墓的路上充滿了為他送別的新竹中學師生。

## 辦學理念
- 「中學教育是全人的、五育並重的教育」[3][1]
- 「不作弊、不偷竊、不打架。違者一律開除。」、「開除學生是不得已的手段，目的在整個校風的維持，絕不是對那少數學生的放棄。」[1]
- 「不會游泳不得畢業」[4]
- 「保持運動員風度，公平競爭」[5]

## 語錄
- 「為語橋下東流水 出山要比在山清」
- 「我一定要把新竹中學辦成世界水準的學校！」[1]
- 「我一生中只做兩件事，一個是參加抗戰，另一件事就是當新竹中學的校長」[1]
- 「對於被開除的學生，我們應該深懷歉疚，開除學生表示校長、老師對他的教育已束手無策，請他換換環境而已」[1]
- 「辦一所像樣的學校，自然要有光明正大的方針，沒有光明正大的方針，不但誤人子弟，且將貽害國家。」[5]
- 「你會錄用一個不認識，只聊半小時的人，還是認識6年的人？」[6]

## 軼事
- 他曾在開除學生後努力將其轉介到其他辦學優良的學校。[1]
- 他曾在一次期中考時進入某間教室訓話，但遭學生要求尊重其權利並隨後自動離開。[1]
- 若在校園裡遇到不滿的事，他總是只會說「莫名其妙」、「糊裡糊塗」。[5]
- 他經常與學生一起打籃球，而且在每次水上運動會時率先跳進泳池。[6]

- 據二二八事件時新竹中學學生領袖曾重郎的回憶，在二二八事件發生後，當時新竹中學的學生來到辛志平校長家中，向他表明學生是為了清除貪官汙吏，而辛志平為教育家會受保護，並將辛家三口帶至學生宿舍保護，向宿舍的學生說明辛志平並非貪官，大家要保護他們。[7]:151-152等到國民黨軍隊於基隆開始鎮壓後，辛志平為顧及學生安全則勸曾重郎到他家躲藏，向他表示這次暴動你救了我全家，我很感謝你，你現在危險我應該相助。我把你看成我的兄弟，你可以在此處暫避一個星期。日後曾重郎遭通緝時，辛志平與訓導主任鄭主任更是保護曾重郎離開新竹，等局勢穩定後幫助其返校就讀。在國民黨駐新竹市的憲兵隊扣押曾重郎時，辛志平亦出面力保，使憲兵隊將其釋放。[7]:153
- 前新竹市市長施性忠在就讀新竹中學時，曾在一次週會上因批評學校伙食而觸怒教官，結果在不願道歉下遭到退學。所幸施性忠受到校長辛志平看中而親筆寫下介紹信介紹至高雄中學，經轉學考入雄中。[8]:9辛志平的獨子辛三立曾回憶，日後施性忠當選市長的第二天立刻到辛家拜訪，見面第一句話就說：「我有今天要感謝校長，如果不是校長的公正，我永遠當不上新竹市長。」辛志平過世後，施性忠還親筆以紅布手書「校長不死」的輓聯。[9]

## 紀念

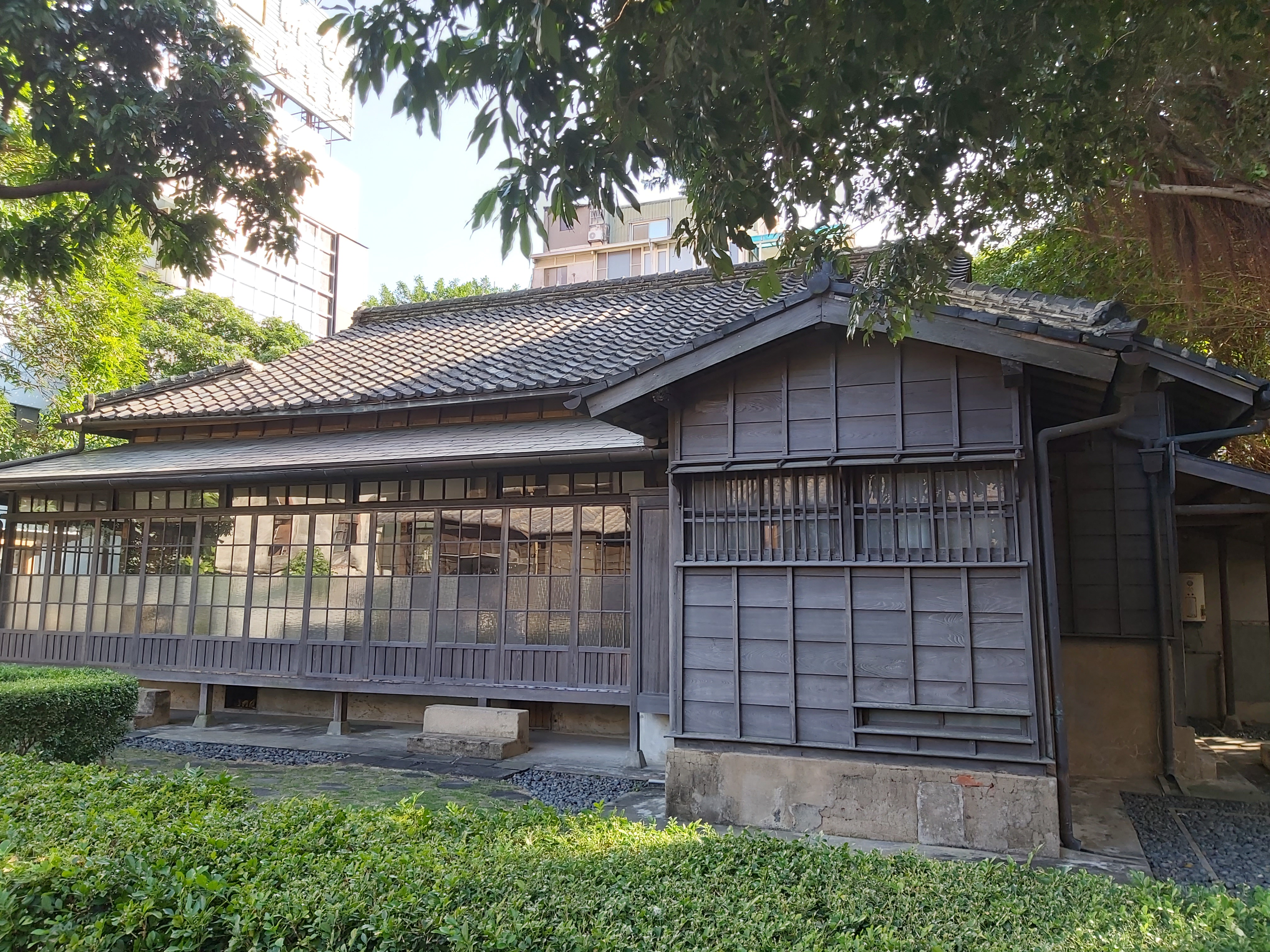
新竹中學校長宿舍，現為辛志平校長故居紀念館。

### 組織
- 財團法人辛志平校長獎學基金會[10]

### 建物
- 辛園及其附屬紀念碑（位於新竹中學內）
- 辛志平校長故居

#### 辛園紀念碑文
（註：本紀念碑立於竹中之辛園內，係辛園落成時所建，原文無標點符號，其作者未具名。）

辛故校長志平先生行述
　　公諱志平，廣東羅定人，民國元年生。中山大學教育系畢業，嗣任教於黔江中學、中山大學等校。時值抗日戰爭日益危急，  公慨然以身許國，投筆請纓，任第三方面軍總司令部少將銜機要秘書，馳驟沙場，翊贊戎幕，總司令湯恩伯將軍甚倚重之。
　　民國三十四年秋，勝利復員，臺灣重光，  公奉命接長本校，悉心擘畫，展布新猷，蔚為國內著名學府，蓋  公之主持校政也。總以身教為先，生活儉樸，操守清廉，熱心服務，精力充沛，知人善任，慎謀能斷，中餐素以一便當果腹，從不回家休息。諸生有言行失檢者，邀其共餐，聽其自陳，然後予以誨勉，聆訓者多為之感悟遷善。為培養民主風氣，許以對校政提出批評與建言；為消除士大夫意識，常躬率學生勞動服務，教之以克勤克儉；為莫立學生健全人格，訂「誠慧健毅」為校訓，以四育並進為目標，故於注重學業之餘，尤講求身心之均衡發展，以致本校學風優良成績斐然，凡我校友，咸時以  公之教育精神長相感念。
　　公於民國六十四年二月一日退休，謝絕一切惜別活動，僅許以設置獎學金以勵後進。退休後，居室蕭然，恬澹自適。於民國七十四年六月廿五日病逝，卜葬於臺北市郊南港公墓。
　　公主政本校三十年，畢生精力盡萃於斯，仰慕師道如聞聲欬，特集資興建此園，並泐石抒懷，藉資紀念，復為之銘曰：
|  | 東山鐘靈竹塹毓秀春風化雨師道揚庥 陶鑄多士邦國是道辛公風範足式千秋 |
臺灣省立新竹高中第十三屆畢業校友  謹述
中華民國七十四年十二月八日　　　　

## 外部連結
- 竹中之父、教育哲人—辛志平
- 竹中永遠的校長 ── 辛志平

| 台灣省立新竹高級中學                   |                               |               |
| 前任： 三屋秋策 （新竹州立新竹中學校） | 首任校長 1945年12月—1975年2月 | 繼任： 史振鼎 |